# Приморско-Эмбинская нефтегазоносная область

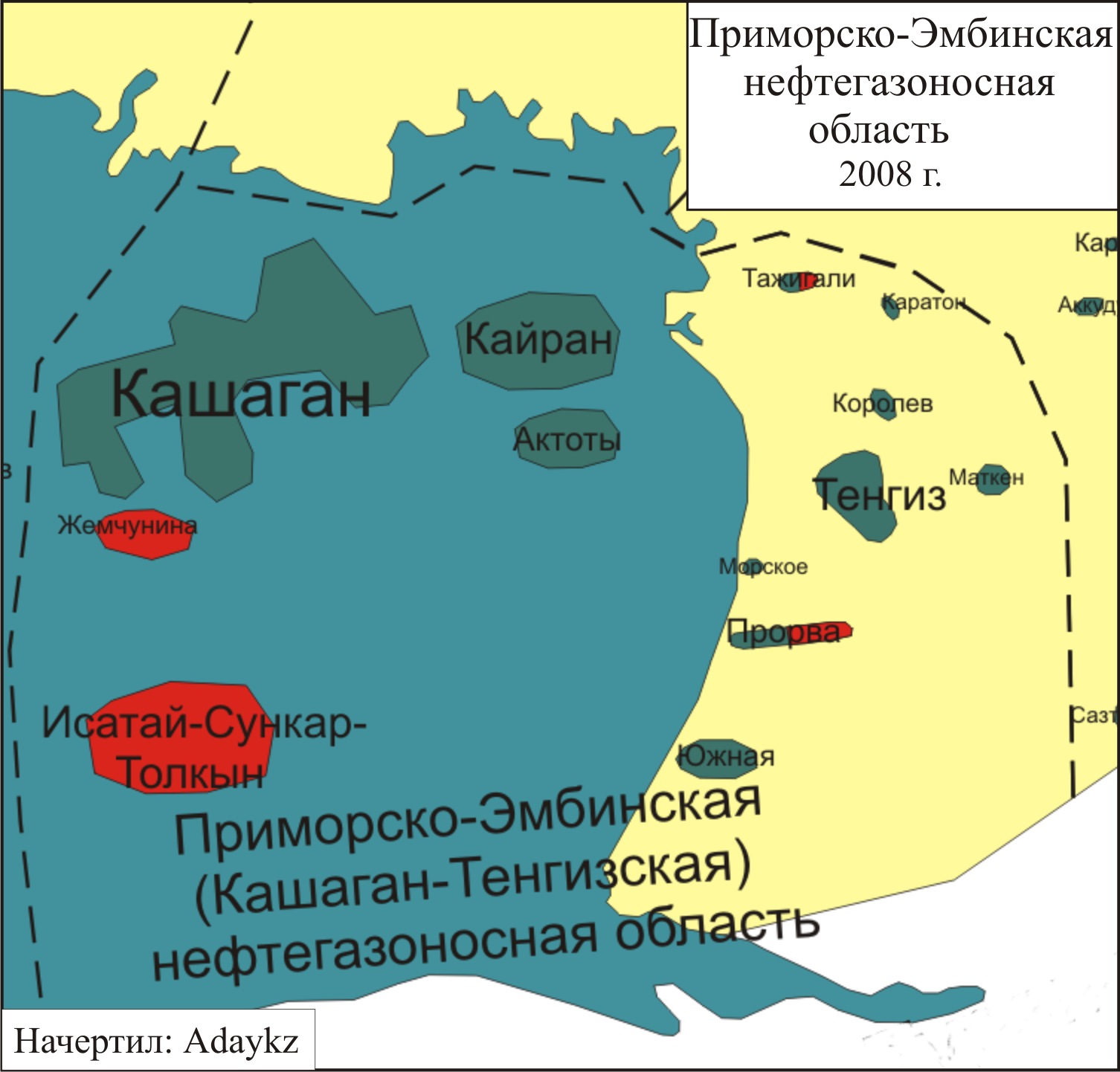

Приморско-Эмбинская нефтегазоносная область (Кашаган-Тенгизская) — это нефтегазоносная область, одна из нефтегазоносных областей Прикаспийской нефтегазоносной провинции. Она расположена в юго-восточной части Атырауской области и восточной части Северного Каспия. Почти все нефтяные и газовые месторождения приурочены к бортовой зоне южной части Прикаспийской синеклизы. Глубина залегания колеблется в пределах 5000 м и более, подсолевом комплексе. Подсолевые месторождения имеют карбонатно-рифогенное строение. Возраст данной области палеозойский или ниже кунгурского яруса. Здесь находится от 50 до 70 % запасов нефти Казахстана. Территория нефтегазоносной области — полупустынная степь, она находится на уровне 28 м ниже уровня моря. Глубина моря или шельфа колеблется от 3 — 10 м.
Открывательницой области можно считать Тенгиз в 1979 году, но первой была в этом областе открыта Каратон. Приморско-Эмбинская нефтегазоносная область до Кашагана была объединена Южно-Эмбинскую нефтегазоносную область. После Кашагана стала самостоятельной. Иногда область называют Кашаган-Тенгизскую нефтегазоносную область.
Крупнейшие месторождения нефти на суше — это Тенгиз, на море — Кашаган.
Ресурсы Приморско-Эмбинской нефтегазоносной области колебляется от 5 до 12 млрд т нефти и от 2 до 6 трлн м³ природного газа. Ресурсы области зависят от Кашагана, крупнейшего месторождения Казахстана, и других крупных проектов Казахстана.